# Shōnen Onmyōji
Shōnen Onmyōji es un anime del tipo shōnen, obra del director Kunihiro Mori. Trata sobre la vida de un chico de 13 años, Abe no Masahiro, que intenta sobrepasar a su abuelo, el legendario Abe no Seimei, en las técnicas del Onmyōdō. Está basado en la novela homónima de Hikaru Yūki.

## Argumento
Abe no Masahiro es un chico de 13 años, nieto del onmyōji Abe no Seimei. A diferencia de su abuelo, Masahiro no muestra habilidad para ser un onmyōji porque, cuando era pequeño, su abuelo selló su kenki, la capacidad de poder sentir y ver a los seres sobrenaturales. Por eso deja la idea de ser el sucesor de su abuelo y decide seguir el camino de la "caligrafía" para la cual tampoco tenía talento. El chico está siempre con Mokkun, un tipo de demonio llamado ayakashi, el cual le sigue animando y le protegió desde pequeño.
Después de muchas decepciones, al chico le llega una carta de su abuelo (aunque viven en la misma casa), en la cual le pide que se deshaga de un demonio que está atormentando al pueblo. Aunque él desea hacerlo, carecer de su kenki le impide verlo o sentirlo, por lo que Mokkun se ofrece a guiarle y aconsejarle. Durante la lucha contra el demonio, Mokkun revela que su nombre es Guren y que en su verdadera forma es un chico pelirrojo que controla el fuego. Con su ayuda, Masahiro derrota al demonio y recupera su kenki, y ahí se da cuenta de que en realidad había sido sellado por su abuelo para protegerle.
Siendo ya un onmyōji de verdad, comienza su entrenamiento, sobresaliendo de los demás aprendices. Masahiro, sin embargo, pronto se siente frustrado porque los demás le ven como el nieto de Seimei, y no lo valoran por sí mismo. El sentirse en la sombra de su abuelo hace que luche por sobrepasarle para ganarse un nombre propio.
A lo largo de la serie hay un demonio que quiere a la princesa Fujiwara no Akiko para poder sanarse una herida. "Masahiro" tendrá que luchar con él durante muchos capítulos.

## Personajes Principales
- Abe no Masahiro: Un joven con mucho potencial y valor, nieto del mejor Onmyōji, Abe no Seimei. Hace todo lo posible para destacar sobre su abuelo, pues siente que los demás no lo toman en serio por sí mismo.Es muy gentil y a veces pone su vida en peligro por ayudar a los demás, él está enamorado de Akiko desde la primera vez que la vio y a veces es muy duro con ella solo porque quiere protegerla.
- Abe no Seimei: El más importante Onmyōji de la historia, es el abuelo de Masahiro con el cual es muy exigente. Su nieto desea ser mejor que él. Posee 12 Shikigami bajo su mando y puede sacar su alma (que mantiene un aspecto joven) fuera de sí, aunque eso deja a su cuerpo muy vulnerable. Conforme va pasando la historia, se revela que intentó ser asesinado por Touda hace mucho tiempo atrás; más adelante, se descubre que fue producto de un hechizo que lanzó Ryuusai sobre Touda.
- Fujiwara no Akiko: Es una princesa que Masahiro conoce en el Palacio Imperial tras salvarla de un demonio. Ella y el joven llegan a ser más que buenos amigos. Akiko es especial porque es una de las pocas princesas que tiene la habilidad kenki (puede sentir y ver demonios). Debido a esto,a veces se siente una carga para todos por no poder ayudar, es atacada a menudo y Masahiro debe salvarla. Más tarde, pasará a vivir con el chico en su casa. Ella está enamorada de Masahiro.

## Shikigami
También llamados Shinshou. Son hijos de humanos. Son la encarnación de sueños humanos, manifestación de los deseos humanos, en cierto aspecto, es lo que los crea. Son tanto dioses como hijos de los hombres, por eso nunca deben atacar a los humanos. Si uno muere, revivirá, simplemente renacerá y toda su memoria y sus recuerdos se perderán.
- Guren: Sirviente de Seimei quien decide convertirse en el protector de Masahiro y que desde pequeño lo ha protegido, le tiene mucho cariño y una vez en un episodio en el que Masahiro casi muere, él estaba tan enojado que se encendió llamas por todas partes, al perder el control sobre sí mismo al romper el sello en su frente que le había puesto Seimei. Suele estar en forma de animal (a quien Masahiro pone el nombre de Mokkun), pero su verdadera forma es la de un joven con gran poder destructivo. Su verdadero nombre es Tōda y sus compañeros, los otros 11 shikigami de Abe no Seimei, no le tienen en gran estima puesto que le consideran un traidor, ya que él una vez intentó matar a Seimei, pero él está arrepentido. Tiene el cabello de color rojo y el poder del fuego.
- Tenitsu: Tiene la apariencia de una bella joven y tiene una personalidad muy tranquila y pacífica. Tiene la habilidad de curar hasta las heridas más severas, teniendo poderes curativos al enviar los daños causados en otras personas a su propio cuerpo con el poder de la auto - reflexión. Ella utiliza escudos para proteger al resto de los ataques, ya que según sus propias palabras, no puede pelear como los demás. Al parecer, es más que una amiga de Suzaku y es cariñosamente llamado por el como Tenki.
- Rikugou: Es generalmente callado y se le diferencia de los demás debido a una especie de tatuaje que tiene en la cara y a su capa negra. Confiesa que su deber es proteger y no apartarse del lado de Seimei. A Rikugou siempre se le encarga la misión de acompañar y velar por la seguridad de los protagonistas, a pedido de Seimei, además fue el único de los 11 Shikigami que no estuvo en contra de que Masahiro fuera el sucesor de Seimei desde el principio, ya que aduce que con la decisión de Seimei de nombrar a Masahiro como su sucesor es más que suficiente. Tiene sentimientos amorosos por Kazane. Su verdadero nombre es Saiki y utiliza como arma una alabarda.
- Suzaku: Tiene la apariencia de un joven con cabello rojizo y siempre lleva consigo una gran espada, que maneja diestramente. Su espada tiene el poder de la completa purificación. Suele ir acompañado de Byakko a investigar cuando Seimei se lo pide. Al parecer, Suzaku y Tenitsu son más que amigos.
- Genbu: Tiene la apariencia de un niño de 12 años y puede controlar el agua. No suele pelear de forma activa en las batallas y es más bien el encargado de proteger y crear barreras con su poder. Siempre anda en compañía de Taiin otra de los shinshou. Luego de conocer a Masahiro comienza a acompañarlo a todas sus "misiones" de exorcismo. Puede mostrar a personas o acontecimientos en un espejo de agua que él mismo hace.
- Taiin: Tiene la apariencia de una niña de 13 años y puede controlar el viento. Es quien transporta a Masahiro y los demás de un lado a otro creando tornados. Según Suzaku y Genbu ella usa vientos violentos y a menudo se molesta cuando se lo dicen. Se le ve la mayoría del tiempo con Genbu. Le agrada Masahiro y comienza a acompañarlo a sus "misiones".
- Seiryuu: Es quien menos confía en Guren y quien menos acepta a Masahiro. Poco a poco, su aceptación de Masahiro va aumentando, aunque el no lo quiera demostrar. Al parecer, puede manipular las ondas del sonido y de la luz. Su arma es una guadaña. Su nombre viene de las cuatro bestias legendarias (Seiryuu, Genbu, Byakko y Suzaku).
- Kouchin: Llamada cariñosamente Kou por Guren, tiene la apariencia de una mujer adulta, aprecia a Guren y es muy habilidosa con sus sai. Al igual que el resto de Shikigami, ella cuidó del hijo de Seimei y de sus nietos.
- Byakko: Tiene la apariencia de un adulto con una contextura fornida. Suele ir a investigar acompañado de Suzaku cuando Seimei se los pide, y son transportados por pequeños huracanes creados por Byakko. Envía mensajes en el viento que Taiin lee para Seimei.
- Tenkuu: Tiene la apariencia física de un anciano y no se le ve a menudo.

## Otros Personajes
- Kazane: Una mujer cuyo propósito en la vida es el de vengarse de Seimei y Touda, ya que fue engañada por Chishiki no Guuji (al decirle que Touda mató a su padre Ryuusai y Seimei mandó a su madre al inframundo estando aún viva). Se presenta a Masahiro como alguien que fue sucesora para Seimei en el puesto del siguiente Onmyouji. Ella fue la que intentó matar a Masahiro, 10 años antes de la historia, cuando él todavía era un niño. Tiene sentimientos amorosos por Rokugou, aún después de haber sido enemigos. En realidad, ella es la hija de Chigaeshi no Miko, una guardiana de los sellos del inframundo, y del dios de Chigaeshi. Ella posee la habilidad Kenki y su mejor amigo es un cuervo llamado Kai. Es capaz de hacer hechizos de resurrección.
- Enoki Ryuusai: El único amigo de Seimei, fue quien se enamoró de Chigaeshi no Miko hace más de 50 años, y a causa de que ella se fuera, su alma se consume y trata de matar a Seimei, por lo que es asesinado por Touda. Su cadáver es utilizado por Chishiki no Guuji cuando se encuentra malherido para sus planes y hacerle creer a Kazane que en realidad Ryuusai es su padre y a instarla a tomar venganza y a tratar de matar a Seimei.
- Chishiki no Guuji: El antagonista de la historia. Es quien cuidó y entrenó a Kazane desde niña utilizando el cuerpo de Ryuusai. Miente a Kazane y la incita a tomar venganza de Seimei por lo sucedido con sus padres, pero en realidad, el lanzó un hechizo a Ryuusai para tratar de matar a Seimei, por lo cual Touda lo asesina; y hechiza a la madre de Kazane, Chigaeshi no Miko, congelándola pero diciéndole a Kazane que ella había muerto ya que Seimei la mandó al inframundo cuando aún estaba viva.

## Seiyū
- Junko Noda: Mokkun
- Katsuyuki Konishi: Guren (Tōda)
- Yuki Kaida: Abe no Masahiro
- Akira Ishida: Abe no Seimei (joven)
- Hiroki Takahashi: Rikugou
- Hiromi Konno: Taiin
- Jun Fukuyama: Toshitsugu Fujiwara
- Junko Minagawa: Genbu
- Kenichi Suzumura: Suzaku
- Kazuhiro Nakata: Byakko
- Mugihito: Abe no Seimei (viejo)
- Naoko Suzuki: Wakana Abe
- Nobutoshi Canna: Narichika Abe
- Rie Tanaka: Tenitsu
- Risa Hayamizu: Kouchin
- Toshiyuki Morikawa: Seiryū
- Norio Wakamoto: Kyuuki
- Sanae Kobayashi: Akiko Fujiwara
- Toshihiko Seki: Yukinari Fujiwara
- Tarusuke Shingaki: Yoshimasa Abe
- Tomomichi Nishimura: Padre de Akiko
- Yuuki Kaji: Ayakashi (ep 6)
- Atsushi Imaruoka: Banban
- Haruhi Terada: Utsugi
- Kouhei Fukuhara: Goetsu
- Masataka Sawada: Viejo guarda (ep 6)
- Rei Nakatsuka: Madre de Keiko
- Shizuka Itō: Keiko Fujiwara

## Banda sonora
- Opening: Egao no Wake (El significado de tu sonrisa) Kaori Hikita.
- Endings:
  - Yakusoku (Promesa) Saori Kiuji.
  - Roku Tousei Yuki Kaida (ep. 26).[1]

## Curiosidades
- Abe no Seimei es un personaje histórico de Japón, y suele ser reconocido como el mejor onmyōji de la historia.